# Eschweiler (Junglinster)
Pour les articles homonymes, voir Eschweiler.
Eschweiler  (en luxembourgeois : Eescheler) est une section de la commune luxembourgeoise de Junglinster située dans les canton de Grevenmacher.

## Histoire
Jusqu’au 1er janvier 1979, Eschweiler faisait partie de la commune de Rodenbourg qui fusionna à cette date avec Junglinster.